# Corona triumphalis
Die Corona triumphalis war im Römischen Reich ein Lorbeerkranz, der als die höchste Auszeichnung eines Feldherrn galt. Der Feldherr trug sie beim Triumphzug und hatte auch das Recht, sie bei öffentlichen Veranstaltungen zu tragen.
Beim Triumphzug trug der Triumphator die corona triumphalis und hielt ein elfenbeinernes Zepter mit einem Goldadler. Bekleidet war er mit einer tunica palmata (eine mit Palmetten bestickte Purpurtunika) und einer toga picta (mit Goldsternen bestickte Purpurtoga). 
Während der Triumphator den aus frischen Lorbeerzweigen gebundenen Kranz (corona triumphalis) auf dem Haupt trug, hielt gleichzeitig ein staatseigener Sklave einen massivgoldenen Kranz aus Eichenblättern (corona Etrusca) über dessen Kopf. Die corona Etrusca war das Insigne des kapitolinischen Iuppiter Optimus Maximus und durfte von keinem Menschen direkt auf dem Kopf getragen werden. Es war das alleinige Vorrecht des triumphierenden Feldherrn, in seiner Rolle als irdische Inkarnation des Göttervaters, die corona Etrusca bei sich im Triumphwagen (currus triumphalis) zu führen. 
Von der corona triumphalis leitete sich dann die goldene Variante der corona laurea ab. Die Ehre, eine solche tragen zu dürfen, wurde erstmals Gnaeus Pompeius Magnus gewährt. Dem dictator Gaius Iulius Caesar wurde dieses Recht ebenfalls zuerkannt, er bekam jedoch nie (wie gelegentlich behauptet) die corona Etrusca verliehen. Auch Augustus übertrug man nach diesen beiden Vorbildern das Ehrenrecht der goldenen corona laurea. Seit ihm wurde der goldene Lorbeerkranz zum festen Insigne des römischen Kaisertums. Daneben trugen die römischen Kaiser auch die corona civica als Zeichen ihrer Würde. Diese war wohl nicht aus massiven Gold, um damit die Ähnlichkeit zur corona Etrusca zu vermeiden, stattdessen war das Eichenlaub anscheinend nur mit goldenen Verzierungen und Juwelen geschmückt. Die kaiserliche corona laurea darf nicht mit der militärischen Auszeichnung der corona aurea (Goldkrone) verwechselt werden, denn diese war ein Goldreif mit Lorbeerblattmuster.